# ちよこれいと
『ちよこれいと』は、フクシマハルカによる日本の漫画作品。『なかよし』（講談社）にて2009年7月号から2010年6月号まで連載された。単行本は同社の講談社コミックスなかよしより全3巻。

## 書籍情報
- フクシマハルカ 『ちよこれいと』 講談社〈講談社コミックスなかよし〉、全3巻
  1. 2009年11月6日発売[1]、ISBN 978-4-06-364239-1
  2. 2010年3月5日発売[1]、ISBN 978-4-06-364252-0
  3. 2010年6月4日発売[1]、ISBN 978-4-06-364270-4